# Màlik Nàssir al-Din Muhàmmad
Màlik Nàssir al-Din Muhàmmad (mort vers 1318) fou màlik mihrabànida de Sistan de 1261 a la seva mort. Era el fill de Mubariz al-Din Abu l-Fath ibn Masud, germà del primer malik Shams al-Din Ali ibn Masud.
Quan Shams al-Din Ali ibn Masud fou assassinat el 1255, el kàrtida Malik Shams al-Din I va ocupar Zarandj (Shahr-i Sistan) i es va dirigir a Hulagu (1256) al·legant que la seva conquesta era legitima perquè formava part del yarligh que li havia donat el gran kan Mongke. Nasir al-Din, mentre, va proclamar el seu dret i va intentar obtenir el suport d'Hulagu; va enviar al seu besoncle Shuja al-Din Nasr ibn Khalaf per conquerir el Sistan aprofitant l'absència del malik kàrtida però tot i els intents diplomàtics i militars, Nasir al-Din Muhammad no va recuperar el seu yarligh durant sis anys. Finalment a la primavera del 1261 va aconseguir el reconeixement d'Hulagu com a malik del Sistan. Nasir al-Din va tornar a Zarandj d'on els representants kàrtides foren expulsats i es va procedir a una purga sistemàtica de tots els que els havien donat suport i especialment els que havien col·laborat en l'assassinat de Shams al-Din Ali. Tot i així, malik Shams al-Din I va tornar a envair el Sistan l'octubre de 1263, i encara va aconseguir el suport de diversos grups oposats als mihrabànides, però finalment fou rebutjat.
Nàssir al-Din va seguir la mateixa política que el seu oncle, sent favorable als jòtxides. Durant la guerra entre Berke Khan i Hulagu, un exèrcit dirigit pel noyan jòtxida Junjudar va arribar a Pèrsia a finals del 1264; un exèrcit il-kànida i kàrtida va combatre els jòtxides i els va derrotar; Junjudar es va retirar a Zarandj i va rebre acollida de Nasir al-Din i en revenga els il-kànides i els kàrtides van assolar una part del Sistan i van matar molta gent, assetjant Zarandj però després de 40 dies sense èxit, les dues parts van acordar la pau i els invasors es van retirar a inicis del 1265.
Del 1267 al 1269 Nasir al-Din va operar al nord del Sistan establint allí la seva autoritat; algunes ciutats, especialment Uq, es queixaven de ser governades des de Zarandj i fou necessari assetjar-la així com altres localitats, fins que va aconseguir el control ferm de la regió. També va combatre al mateix temps les ràtzies de bandes turcomongoles. Una revolta dirigida pel seu camarlenc a la capital, fou sufocada.
Les relacions amb els il-kànides es van mantenir tenses després del 1265; finalment el 1276 o 1277 Abaqa Khan va enviar un exèrcit al Sistan. Els Ilkhànides van causar destrucció a les zones rural però quan es van acostar a la capital foren derrotats per l'exèrcit mihrabànida. Les relacions però es van normalitzar quan va pujar al tron Ahmed Tekuder el 1282; el kan va enviar a Nasir al-Din un yarligh i altres insígnies com a confirmació del seu govern.
Assegurat el Sistan i la defensa contra atacs externs, Nasir al-Din va poder portar a terme una política exterior força independent. Sistan va esdevenir el refugi del refugiats polítics com diversos Kutlughkhànides i el atabeg de Yezd. Els mihrabànides van utilitzar la seva força per ampliar els seus límits; després de rebutjar una banda de saquejadors mongols del Sistan, el seu fill Shams al-Din Ali va avançar cap al Kuhistan, territori dependent dels kàrtides, i se'n va apoderar. Aviat va tenir problemes per mantenir el control del territori i el seu pare li va haver d'enviar ajut. Es van fer diverses millores com la construcció de canals de reg.
El 1318 Nasir al-Din fou atacat pel general del kanat de Txagatai, Yasaur, que havia rebut la regió de Badghis d'Oljeitu. Yasaur va envair Sistan després d'haver refusat les ofertes de Nasir al-Din de pagar un tribut, però llavors fou atacat per darrere per una banda de karaunes i es va haver de retirar del Sistan.
El darrer període del regnat va veure la lluita del malik amb el seu fill gran Rukn al-Din Mahmud. Les relacions entre els dos homes van empitjorar i el fill va fugir al Kuhistan i després va establir la seva base de poder a la frontera amb el Kirman iniciant ràtzies contra Sistan. Un exèrcit enviat a sotmetre'l fou derrotat i finalment Nasir al-Din va decidir fer les paus amb el seu fill al que va donar la ciutadella de Zarandj i diverses fortaleses. Però aviat se'n va penedir i va atacar a Rukn al-Din que va haver de fugir del Sistan temporalment. Quan va retornar va iniciar el setge de Zarandj. La lluita va durar vuit mesos i no va aconseguir cap avantatge decisiva per cap de les dues parts mentre la ciutat estava gairebé destruïda; els caps religiosos van intervenir i van imposar una partició del poder. Rukn al-Din va rebre el Sistan a l'oest del riu Helmand i Nasir al-Din va conservar els territoris a l'est. No gaire després Nasir al-Din va reprendre la guerra i Rukn al-Din va respondre atacant Uq i Zirih.
Nasir al-Din va morir vers 1318. Rukn al-Din no va poder aprofitar la mort del seu pare per ocupar Zarandj a causa del fet que estava ferit, i això va permetre al seu germà Malik Nusrat al-Din Muhammad agafar el control de la capital.